# (400286) 2007 TQ9
(400286) 2007 TQ9 es un asteroide perteneciente al cinturón de asteroides, descubierto el 8 de septiembre de 2007 por el equipo del Lowell Observatory Near-Earth-Object Search desde la Estación Anderson Mesa (condado de Coconino, cerca de Flagstaff, Arizona, Estados Unidos).

## Designación y nombre
Designado provisionalmente como 2007 TQ9.

## Características orbitales
2007 TQ9 está situado a una distancia media del Sol de 2,377 ua, pudiendo alejarse hasta 2,855 ua y acercarse hasta 1,900 ua. Su excentricidad es 0,200 y la inclinación orbital 0,383 grados. Emplea 1339,18 días en completar una órbita alrededor del Sol.

## Características físicas
La magnitud absoluta de 2007 TQ9 es 17,5.